# Scrofa (araldica)
In araldica la scrofa compare prevalentemente come arma parlante.

Scrofa con in bocca un fascio di spighe di riso (stemma di Isola Rizza)
Scrofa d'argento, accompagnata da cinque lattonzoli dello stesso (Albano Laziale)

## Attributi araldici
- Cinghiata se presenta una cinghia intorno al corpo
- Difesa quando i denti sono di smalto diverso
- Lampassata quando di smalto diverso è la lingua
- Passante quando in atto di camminare
- Rampante se con le zampe anteriori sollevate, quella destra in avanti
- Unghiata quando le unghie sono di smalto diverso